# ジャッキー吉川
ジャッキー吉川（ジャッキー よしかわ、1938年8月1日 - 2020年4月20日）は、ジャッキー吉川とブルー・コメッツのメンバーでドラムを担当。東京都出身。
本名は板岡公一（いたおか こういち）。ジャッキーの由来はジャッキのように力強い腕が由来。

## 経歴・人物
小中学校時代を八王子市で過ごした。その後、法政大学第一中・高等学校（現：法政大学中学高等学校）を経て、法政大学経済学部に入学。高校時代、ジーン・クルーパへの憧れから独学でドラムを始める。最初は歌手希望であったが、高校2年の時、法政の先輩でブルー・コメッツのリーダーだった大橋道二（後に大橋プロを設立）の紹介で同バンドのバンドボーイとなった。
高校3年の時に母が癌で亡くなり（父も7年後に亡くなる）、間もなくそれまでのアルバイトから本業としてバンドボーイ兼ドラマー扱いでメンバーの一員となるが程無くして一時的にバンドを離れ、新宿のキャバレー専属バンドへ参加、しかし相変わらずの貧乏生活に加え、バンドの女性歌手からドラミングを酷評されたことをきっかけにブルー・コメッツへ戻り、再びバンドボーイをこなしながらドラムの演奏技術を磨き続けた。三年後、ブルー・コメッツの正式メンバーとなる。1966年5月から1968年2月までバンドリーダーとなり、ジャッキー吉川とブルー・コメッツの中心的存在となる。
奏法は当時としては非常にドラマチックで激しいものであった。また、かつては水泳選手として全国大会で入賞したほどの実力を持っていることも知られる。
2010年に酒の飲み過ぎで転倒した際に後頭部を強打して脳出血を起こすが、手術、リハビリを経て復帰。
2020年4月21日、20日に群馬県前橋市内の自宅で倒れていたところを発見され、死去していたことが報じられた。81歳没。
同年12月30日、第62回日本レコード大賞において特別功労賞を受賞した。

## 著書
- 天国の大ちゃんに…“ブルー・シャトウ”は永遠なり（2000年、近代映画社）